# Validentia areolata
Validentia areolata là một loài tò vò trong họ Ichneumonidae.